# Rynek (Kazanów)
Rynek – część miasta Kazanów  w Polsce, położona w województwie mazowieckim, w powiecie zwoleńskim, w gminie Kazanów. Leży nad rzeką Iłżanką.
Rynek stanowi centralną część Kazanowa, w rejonie faktycznego rynku dawnego miasta Kazaznowa, zdegradowanego do rangi wsi w 1870 roku.
Wraz z odzyskaniem statusu miasta przez Kazanów 1 stycznia 2025 Rynek stał się obszarem miejskim.